# الحاج بن علة
الحاج محمد بن علة (من مواليد 1923 بدوار وادان التابع بالبلدية المختلطة عمي موسى عمالة وهران – وتوفي في 03 ماي 2009 بالجزائر العاصمة) من أبرز قيادي حزب الشعب في عمالة وهران ورئيس المجلس الشعبي الوطني خلال فترة حكم بن بلة.

## نشاطه قبل الثورة
التحق بمقاعد الدراسة وتحصل على شهادة التعليم الإبتدائي وعند بلوغه 14 سنة إشتغل في معمل العجائن ثم كاتب عند محامي،
تقلد مسؤولية فرع حزب الشعب بوهران ثم عضوا في المنظمة السرية سنة 1948 م وألقي القبض عليه سنة 1950 بعد اكتشاف أمر المنظمة ليُحكم عليه بثلاث سنوات سجنا، وانضم للجنة الثورية للوحدة والعمل في أفريل 1954 مباشرة بعد إطلاق سراحه.

## نشاطه إبان الثورة
بعد خروجه من السجن إلتحق بالعربي بن مهيدي بالولاية الخامسة ويعد من الرافضين لوثيقة مؤتمر الصومام.
- ألقي القبض عليه 16 نوفمبر 1956 وأطلق سراحه بعد أربع سنوات وإلتحق بدوره للثورة مجددا
- عين رائد في جيش التحرير سنة 1961.

## بعد الاستقلال
- عين مسؤولا لحزب جبهة التحرير الوطني يوم 9 ماي 1963
- تقلد رئاسة المجلس الوطني التأسيسي بالنيابة بعد استقالة فرحات عباس في أوت 1963 [4]
- أكتوبر 1963 انتخابه على رأس المجلس .
- أعيد انتخابه على رأس المجلس يوم 7 أكتوبر 1964 عقب الانتخابات التشريعية التي نظمت بتاريخ 20 سبتمبر 1964.

## الإعتقال
تم توقيف حاج بن علة يوم 19 جوان1965 بسبب رفضه الإنقلاب على الرئيس أحمد بن بلة ووضع تحت الإقامة الجبرية ببسكرة وتم الإفراج عنه سنة 1978.

## ذكرى
- مركز التكوين المهني والتمهين الحاج بن علة تيسمسيلت.[6]

- مستشفى المجاهد الحاج بن علة بعمي موسى.[7]